# Liste des BB 27300
Cette page est une annexe de l'article « BB 27300 ».
Cette liste recense les éléments du parc de locomotives électriques BB 27300, matériel roulant de la Société nationale des chemins de fer français (SNCF).
Le parc de 67 engins relevait (avant vente ou location) administrativement du « STF Lignes N/U », pour les 25 premières locomotives de la série, et du « STF Lignes L/J » pour les 42 restantes. Les locomotives affectées à la ligne N étaient entretenues sur le site de Montrouge du technicentre de Paris-Rive-Gauche, et celles de la Ligne J sont entretenues sur le site d'Achères.
Pour une raison de lisibilité, le tableau indique seulement les noms des sites de maintenance (dépôts).

## État du matériel
| Engin                                                          | Mise en service   | Radiation        | Livrée                    | Dépôt          | Lignes                             |
| -------------------------------------------------------------- | ----------------- | ---------------- | ------------------------- | -------------- | ---------------------------------- |
| BB 27301                                                       | 26 septembre 2006 | 5 décembre 2022  | Regiorail avec berlingots | -              | Vendue à Beacon Rail (en)          |
| BB 27302                                                       | 14 novembre 2006  |                  | SNCF Réseau               | SLI            | Infra                              |
| BB 27303                                                       | 3 août 2006       |                  | Transilien                | SLI            | Infra                              |
| BB 27304                                                       | 9 août 2006       | 5 décembre 2022  |                           | -              | Vendue à Beacon Rail (en)          |
| BB 27305                                                       | 10 août 2006      | 5 décembre 2022  | Regiorail                 | -              | Vendue à Beacon Rail (en)          |
| BB 27306                                                       | 27 septembre 2006 |                  | SNCF Réseau               | SLI            | Infra                              |
| BB 27307                                                       | 10 octobre 2006   |                  | Transilien                | SLI            | Infra                              |
| BB 27308                                                       | 24 novembre 2006  |                  | RégioRail                 | -              | Vendue à Beacon Rail (en)          |
| BB 27309                                                       | 27 novembre 2006  |                  | SNCF Réseau               | SLI            | Infra                              |
| BB 27310                                                       | 1er décembre 2006 | GBE en vente     | Transilien                | STF Lignes N/U |                                    |
| BB 27311                                                       | 20 décembre 2006  |                  | Transilien                | SLI            | Infra                              |
| BB 27312                                                       | 29 décembre 2006  | 5 décembre 2022  | Transilien                | -              | Vendue à Beacon Rail (en)          |
| BB 27313                                                       | 1er février 2007  |                  | Transilien                | SLI            | Infra                              |
| BB 27314                                                       | 7 février 2007    | 5 décembre 2022  | Transilien                | -              | Vendue à Beacon Rail (en)          |
| BB 27315                                                       | 15 février 2007   |                  | Transilien                | SLI            | Infra                              |
| BB 27316                                                       | 16 février 2007   | 5 décembre 2022  | Transilien                | -              | Vendue à Beacon Rail (en)          |
| BB 27317                                                       | 14 février 2007   |                  | Transilien                | SLI            | Infra                              |
| BB 27318                                                       | 28 février 2007   | 5 décembre 2022  | Regiorail avec berlingots | -              | Vendue à Beacon Rail (en)          |
| BB 27319                                                       | 6 mars 2007       |                  | SNCF Réseau               | SLI            | Infra                              |
| BB 27320                                                       | 29 mars 2007      | 5 décembre 2022  | Transilien                | -              | Vendue à Beacon Rail (en)          |
| BB 27321                                                       | 30 mars 2007      |                  | Transilien                | SLI            | Infra                              |
| BB 27322                                                       | 10 avril 2007     |                  | SNCF Réseau               | SLI            | Infra                              |
| BB 27323                                                       | 2 mai 2007        | 5 décembre 2022  | Transilien                | -              | Vendue à Beacon Rail (en)          |
| BB 27324                                                       | 3 mai 2007        | 5 décembre 2022  | Transilien                | -              | Vendue à Beacon Rail (en)          |
| BB 27325                                                       | 23 mai 2007       | 5 décembre 2022  | Regiorail                 | -              | Vendue à Beacon Rail (en)          |
| BB 27326                                                       | 13 juin 2007      | GBE en vente     | Transilien                | STF Lignes L/J | Transilien · Ligne J du Transilien |
| BB 27327                                                       | 20 juin 2007      | 7 février 2025   | Transilien                | -              | -                                  |
| BB 27328                                                       | 29 juin 2007      | GBE en vente     | Transilien                | STF Lignes L/J | Transilien · Ligne J du Transilien |
| BB 27329                                                       | 26 juillet 2007   | GBE en vente     | Transilien                | STF Lignes L/J | Transilien · Ligne J du Transilien |
| BB 27330                                                       | 13 août 2007      | 7 février 2025   | Transilien                | -              | -                                  |
| BB 27331                                                       | 3 octobre 2007    | 7 février 2025   | Transilien                | -              | -                                  |
| BB 27332                                                       | 2 octobre 2007    | GBE en vente     | Transilien                | STF Lignes L/J | Transilien · Ligne J du Transilien |
| BB 27333                                                       | 8 novembre 2007   | GBE en vente     | Transilien                | STF Lignes L/J | Transilien · Ligne J du Transilien |
| BB 27334                                                       | 4 décembre 2007   | GBE en vente     | Transilien                | STF Lignes L/J | Transilien · Ligne J du Transilien |
| BB 27335                                                       | 4 décembre 2007   | GBE en vente     | Transilien                | STF Lignes L/J | Transilien · Ligne J du Transilien |
| BB 27336                                                       | 4 décembre 2007   | GBE en vente     | Transilien                | STF Lignes L/J | Transilien · Ligne J du Transilien |
| BB 27337                                                       | 20 décembre 2007  | GBE en vente     | Transilien                | STF Lignes L/J | Transilien · Ligne J du Transilien |
| BB 27338                                                       | 14 janvier 2008   | GBE en vente     | Transilien                | STF Lignes L/J | Transilien · Ligne J du Transilien |
| BB 27339                                                       | 14 janvier 2008   | GBE en vente     | Transilien                | STF Lignes L/J | Transilien · Ligne J du Transilien |
| BB 27340                                                       | 28 janvier 2008   | 25 novembre 2024 | Transilien                |                | Vendue à Beacon Rail (en)-         |
| BB 27341                                                       | 1er février 2008  |                  | Transilien                | STF Lignes L/J | Agence d'essai ferroviaire (AEF)   |
| BB 27342                                                       | 18 février 2008   | 7 février 2025   | Transilien                | -              | -                                  |
| BB 27343                                                       | 27 février 2008   | 7 février 2025   | Transilien                | -              | -                                  |
| BB 27344                                                       | 4 mars 2008       | 7 février 2025   | Transilien                | -              | -                                  |
| BB 27345                                                       | 18 avril 2008     |                  | Transilien                | STF Lignes L/J | Transilien · Ligne J du Transilien |
| BB 27346                                                       | 21 avril 2008     |                  | Transilien                | STF Lignes L/J | Transilien · Ligne J du Transilien |
| BB 27347                                                       | 22 mai 2008       |                  | Transilien                | STF Lignes L/J | Transilien · Ligne J du Transilien |
| BB 27348                                                       | 9 mai 2008        |                  | Transilien                | STF Lignes L/J | Transilien · Ligne J du Transilien |
| BB 27349                                                       | 6 juin 2008       |                  | Transilien                | STF Lignes L/J | Transilien · Ligne J du Transilien |
| BB 27350                                                       | 8 juillet 2008    |                  | Transilien                | STF Lignes L/J | Transilien · Ligne J du Transilien |
| BB 27351                                                       | 7 juillet 2008    |                  | Transilien                | STF Lignes L/J | Transilien · Ligne J du Transilien |
| BB 27352                                                       | 18 juillet 2008   |                  | Transilien                | STF Lignes L/J | Transilien · Ligne J du Transilien |
| BB 27353                                                       | 4 août 2008       |                  | Transilien                | STF Lignes L/J | Transilien · Ligne J du Transilien |
| BB 27354                                                       | 5 septembre 2008  |                  | Transilien                | STF Lignes L/J | Transilien · Ligne J du Transilien |
| BB 27355                                                       | 20 août 2008      |                  | Transilien                | STF Lignes L/J | Transilien · Ligne J du Transilien |
| BB 27356                                                       | 3 septembre 2008  |                  | Transilien                | STF Lignes L/J | Transilien · Ligne J du Transilien |
| BB 27357                                                       | 21 octobre 2008   |                  | Transilien                | STF Lignes L/J | Transilien · Ligne J du Transilien |
| BB 27358                                                       | 21 octobre 2008   |                  | Transilien                | STF Lignes L/J | Transilien · Ligne J du Transilien |
| BB 27359                                                       | 3 novembre 2008   |                  | Transilien                | STF Lignes L/J | Transilien · Ligne J du Transilien |
| BB 27360                                                       | 13 janvier 2009   |                  | Transilien                | STF Lignes L/J | Transilien · Ligne J du Transilien |
| BB 27361                                                       | 29 décembre 2008  |                  | Transilien                | STF Lignes L/J | Transilien · Ligne J du Transilien |
| BB 27362                                                       | 4 février 2009    |                  | Transilien                | STF Lignes L/J | Transilien · Ligne J du Transilien |
| BB 27363                                                       | 12 février 2009   |                  | Transilien                | STF Lignes L/J | Transilien · Ligne J du Transilien |
| BB 27364                                                       | 26 février 2009   |                  | Transilien                | STF Lignes L/J | Transilien · Ligne J du Transilien |
| BB 27365                                                       | 17 mars 2009      |                  | Transilien                | STF Lignes L/J | Transilien · Ligne J du Transilien |
| BB 27366                                                       | 26 juillet 2010   |                  | Transilien                | STF Lignes L/J | Transilien · Ligne J du Transilien |
| BB 27367                                                       | 2 septembre 2010  |                  | Transilien                | STF Lignes L/J | Transilien · Ligne J du Transilien |
| Dans la colonne « Radiation », GBE signifie « Garé bon état ». |                   |                  |                           |                |                                    |

Les BB 27310, 27326, 27328, 27329, 27332, 27333, 27334, 27335, 27336, 27337, 27338, 27339 sont en vente sur le site AgoraStore